# Cypho zaps
Cypho zaps, thường được gọi là cá đạm bì ca rô, là một loài cá biển thuộc chi Cypho trong họ Cá đạm bì. Loài này được mô tả lần đầu tiên vào năm 2004.
Zaps trong tiếng Hy Lạp có nghĩa là "bão", ám chỉ đến thời tiết giông bão khi mẫu vật của loài này được thu thập.

## Phân bố và môi trường sống
C. zaps chỉ được phân bố rải rác ở phía tây Thái Bình Dương, cụ thể là tại quần đảo Ryukyu (miền nam Nhật Bản), quần đảo Batanes và Luzon của Philippines, cực nam của Đài Loan và đông bắc Indonesia. Loài này cũng được ghi nhận tại Halmahera ở Tây Papua.
C. zaps thường sống trong các rạn san hô và những hốc đá ngầm ở độ sâu khoảng 35 m trở lại.
Trong khi đó, loài cuối cùng của chi Cypho, Cypho purpurascens, lại phổ biến ở tây nam Thái Bình Dương. Cả hai loài không trùng lặp về phạm vi phân bố, và dễ dàng phân biệt qua hình dáng cơ thể.

## Mô tả
C. zaps trưởng thành dài khoảng 5 cm. Thân của C. zaps có màu đỏ cam với viền xanh lam ở vây lưng, vây hậu môn và vây đuôi. Vây đuôi bo tròn. Màu sắc của nó khá giống với C. purpurascens đực, tuy nhiên các chấm xanh lam trên vảy của C. zaps lại không nối thành các đường xiên như C. purpurascens mà lại rời nhau.
Số ngạnh ở vây lưng: 3; Số vây tia mềm ở vây lưng: 22 - 24; Số ngạnh ở vây hậu môn: 3; Số vây tia mềm ở vây hậu môn: 14.
Thức ăn của C. zaps có lẽ là rong tảo và các sinh vật phù du. Chúng thường sống đơn độc hoặc theo cặp vào mùa sinh sản.
C. zaps không được đánh bắt để phục vụ cho ngành thương mại cá cảnh.